# Maxima (Schriftart)

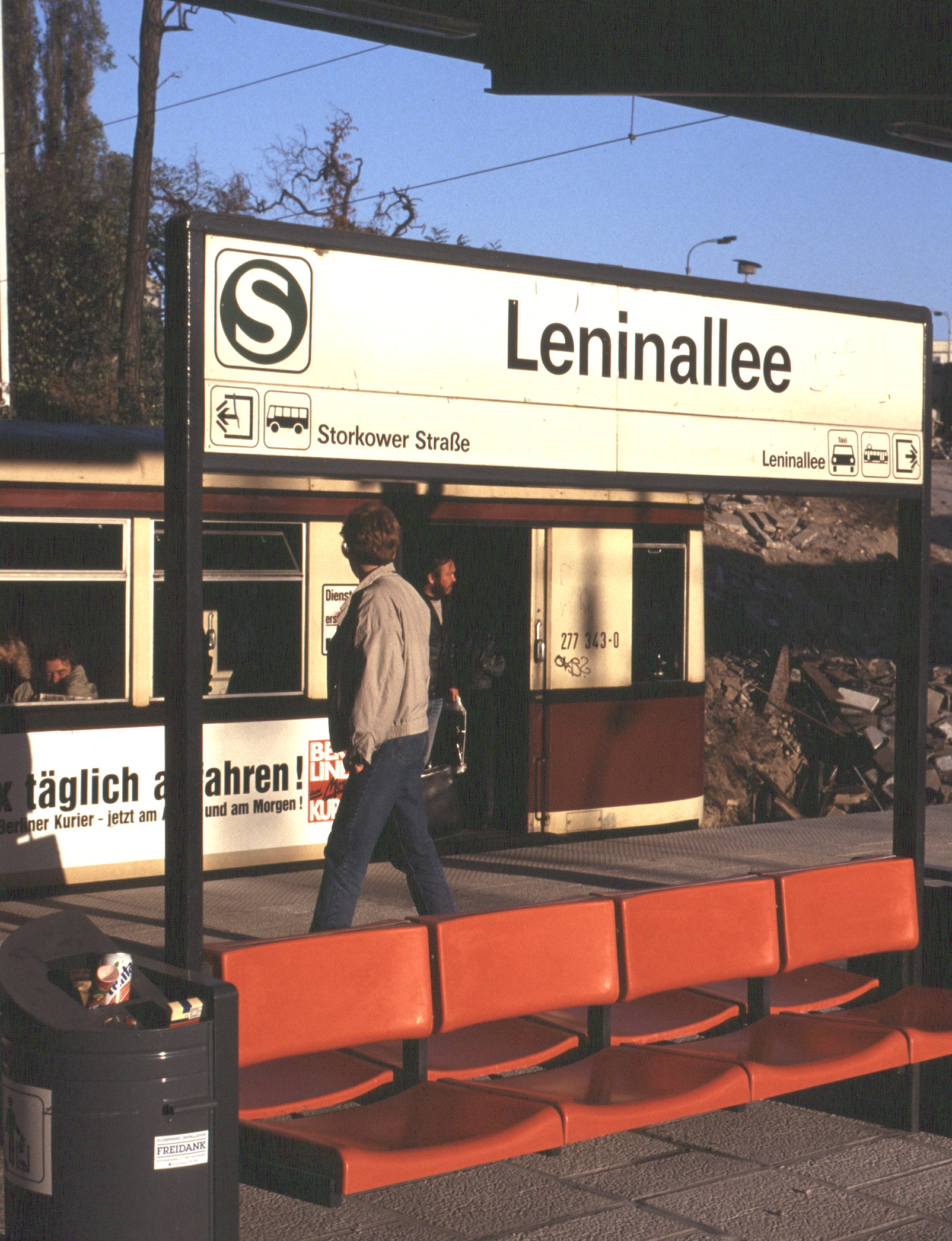
Bahnhofsschild des damaligen Berliner S-Bahnhofs Leninallee (heute: Landsberger Allee) in Maxima, 1991

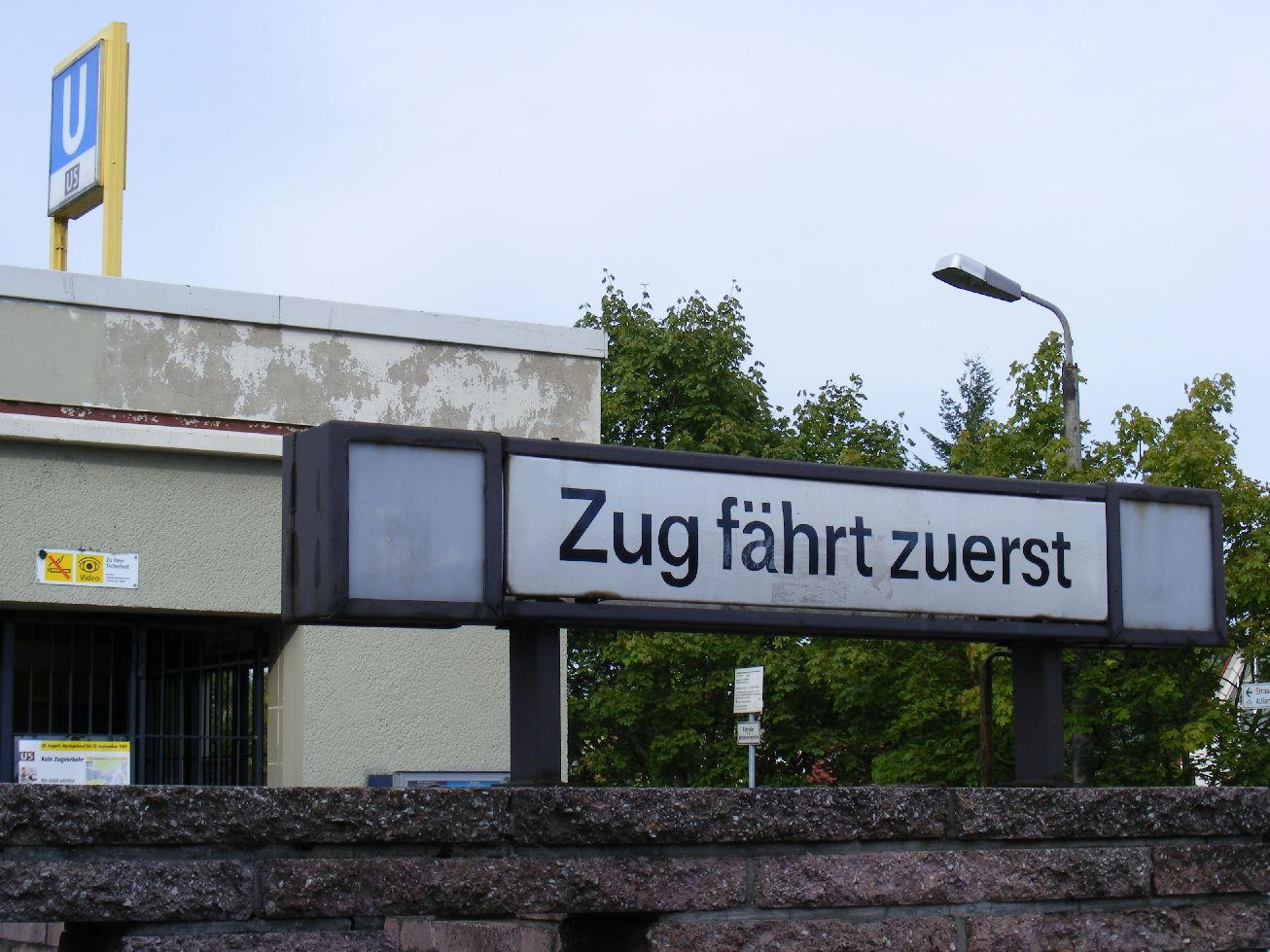
Hinweisschild in Maxima am Berliner U-Bahnhof Hönow, 2012

Die Schriftenfamilie Maxima wurde von dem deutschen Schriftgestalter Gert Wunderlich entworfen und gilt neben der Super Grotesk als die am häufigsten verwendete Schrift in der DDR. Die Schriftart fand in den ehemaligen sozialistischen Ländern des Ostblocks eine rege Verwendung.

## Entstehung und Verwendung
Die Maxima entstand in den 1960er Jahren als serifenlose Grotesk für den VEB Typoart. In der DDR wollte man in der Druckindustrie nicht von westlichen Herstellern abhängig sein. So wurden die staatlichen Betriebe dazu aufgerufen, eigene Drucktechnologien zu erstellen. Die Maxima wurde als sozialistische Alternative zu den Schriftarten Univers und Helvetica geschaffen. 
Der Erfolg der Maxima führte dazu, dass die Maxima die am größten ausgebaute Schriftsippe des VEB Typoart wurde. Die Maxima genießt unter Typografen einen guten Ruf und ist auch für Kyrillisch und Griechisch ausgebaut. Für Telefonbücher und Gebrauchsanweisungen schuf Karl-Heinz Lange in der Folgezeit die Minima.

## Auszeichnungen
- 1971: 1. Preis im Satzschriftwettbewerb der RGW-Staaten für den Entwurf der Schrift „Maxima“

## Klassifikation der Schrift
- Nach DIN 16518 kategorisiert man die Maxima in der Gruppe VIa (serifenlose Linearantiqua mit klassizistischem Charakter).
- Hans Peter Willberg würde sie in seiner Klassifikationsmatrix als statische Grotesk einordnen.

## Varianten der Maxima
Elektronische Schriftherstellung durch Typoart Dresden:
- Maxima, mager. 1963/1964. Bleisatz, 6-48 pt. 1969. Fotosatz 1981.
- Maxima, mager kursiv. 1963/1964. Bleisatz, 6-48 pt. 1966. Fotosatz, 1987.
- Maxima, halbfett. 1963/1964. Bleisatz, 6-48 pt. 1966. Fotosatz 1981.
- Maxima-Kyrillisch, mager. 1964. Bleisatz, 1973. Fotosatz, 1982. Mitarbeit Hans-Peter Greinke.
- Maxima-Kyrillisch, mager kursiv. 1964. Bleisatzprobe, 1973. Fotosatz 1982.
- Maxima-Kyrillisch, halbfett. 1964. Bleisatzprobe, 1973. Fotosatz, 1982.
- Maxima-Kyrillisch, halbfett kursiv. 1964. Fotosatz, 1983.
- Maxima, zart. Lateinisches Figurenverzeichnis für alle Versionen dieser Schriftfamilie (Majuskeln, Minuskeln, Ligaturen, Punkturen, Majuskel- und Minuskelziffern, Bruchziffern, Zeichen) 1979/1981.
- Maxima-Kapitälchen, zart. 1979/1986
- Maxima, schmal halbfett. 1979/1982.
- Maxima, schmal fett. 1979/1983.
- Maxima, fett. 1979/1981.
- Maxima, schmal mager. 1979/1985.
- Maxima, extra fett. 1979/1987.
- Maxima-Kyrillisch, Sonderfiguren mager. 1982. Ergänzungen in mager kursiv, halbfett, halbfett kursiv.
- Maxima-Kyrillisch, halbfett, mit Sonderfiguren. Entwurf 1982.
- Maxima-Griechisch, mager. 1983/1985. Mitarbeit Fritz Richter.
- Maxima-Griechisch, kursiv. 1983/1985. Mitarbeit Fritz Richter.
- Maxima-Griechisch, halbfett. 1983/1985. Mitarbeit Fritz Richter.
- Maxima, licht schattiert. 1984. Mitarbeit Fritz Richter.
- Maxima-Griechisch, halbfett kursiv. 1985. Mitarbeit Fritz Richter.
- Maxima-Kapitälchen, mager. 1964/1986.
- Maxima Schulbuch-Version. 1980er Jahre.
- Maxima-Egyptienne. Probewort. 1988.
- Maxima, halbfett kursiv. 1988.
- Maxima-Vietnamesisch, mager. 1988.
- Maxima, zart kursiv. 1990.

Maxima Now. 2006–2009. Redesign durch Elsner+Flake, Hamburg. 31 Versionen:
- extra zart, extra zart kursiv, Kapitälchen extra zart;
- schmal extra zart, extra schmal extra zart, zart, zart kursiv, Kapitälchen zart, schmal zart, extra schmal zart;
- mager, mager kursiv, Kapitälchen mager, schmal mager, extra schmal mager;
- halbfett, halbfett kursiv, Kapitälchen halbfett, schmal halbfett, extra schmal halbfett;
- fett, fett kursiv, Kapitälchen fett, schmal fett, extra schmal fett;
- extra fett, extra fett kursiv, Kapitälchen extra fett;
- breit fett, breit extra fett, extra breit extra fett.